# Yelcho Hill
Der Yelcho Hill ist ein Hügel auf Deception Island im Archipel der Südlichen Shetlandinseln. Er ragt am Ufer der Telefon Bay an der Nordseite der Einfahrt zur Stancomb Cove auf.
Infolge eines Vulkanausbruchs im Jahr 1967 entstand als Nebenbucht des Port Foster die Telefon Bay mit einer darin befindlichen Insel. Diese war in Argentinien als Islote Marinero Suárez, in Chile als Isla Yelcho und im Vereinigten Königreich als Yelcho Island bekannt. Infolge eines weiteren Ausbruchs im Jahr 1970 entstand eine Landverbindung. Polnische Wissenschaftler trugen 1999 mit der Umbenennung dieser Veränderung Rechnung. Namensgeber des Hügels ist der chilenische Dampfschlepper Yelcho, mit dessen Hilfe im August 1916 der auf Elephant Island verschollene Mannschaftsteil der Endurance-Expedition (1914–1917) des britischen Polarforschers Ernest Shackleton gerettet wurde.